# El Castillo (kommun i Colombia, Meta, lat 3,58, long -73,96)
El Castillo är en kommun i Colombia.   Den ligger i departementet Meta, i den centrala delen av landet, 120 km söder om huvudstaden Bogotá. Antalet invånare är 6 875.